# Villa Zanelli
La Villa Zanelli est une villa située à Savone, en Ligurie, en Italie, et l'un des exemples les plus significatifs de l'architecture résidentielle de style Liberty en Italie. Il a été conçu par l'architecte et ingénieur turinois Pietro Fenoglio et Guttardo Gussoni et construit en 1907 pour la famille Zanelli. Il est situé sur la plage de la mer Tyrrhénienne du quartier Legino à Savone. Actuellement, il est dans un état de délaissement malgré les nombreuses tentatives de rénovation et de préservation adaptative par diverses administrations régionales et municipales au fil des ans.

## Histoire et architecture
Construit en 1907 par le capitaine de la marine Nicolò Zanelli, la maison est située dans un grand jardin adjacent à la mer, jusqu'en 1933, elle est la propriété de la famille Zanelli. Elle a ensuite été vendue à la municipalité de Milan qui l'a transformé en camping et colonie internationale. Pendant les phases de la Seconde Guerre mondiale, elle a été utilisée comme camp hospitalier (les traces des croix rouges sur les murs extérieurs sont encore visibles). À partir de 1967, grâce à la région, elle devient une structure utilisée par l'USL pour le traitement des patients cardiaques, mais en 1998 l'effondrement d'une partie du bâtiment oblige la fermeture de l'hôpital pour des raisons de sécurité.
La villa a rouvert en 2024, après trois années de travaux de restauration.
Une analyse des éléments stylistiques attribue la conception de la villa à Gottardo Gussoni et Pietro Fenoglio, deux des architectes et ingénieurs les plus importants du style Liberty italien.